# Czujka (wojsko)

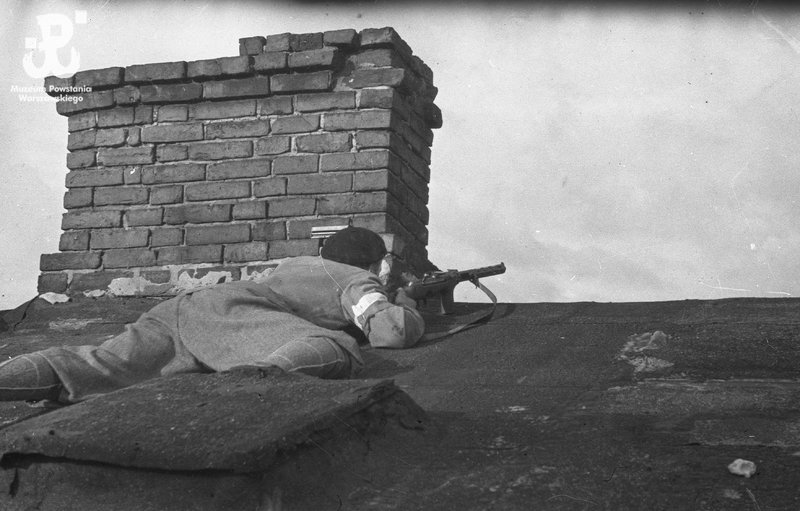
Powstańcza czujka z batalionu „Pięść” na dachu domu grabarza przy cmentarzu ewangelickim 2 sierpnia 1944 roku podczas obrony cmentarzy na Woli

Czujka – element ubezpieczenia bezpośredniego wysyłany ze składu placówki, czaty bądź sił głównych pododdziału. 

## Charakterystyka czujki
Zadaniem czujki jest obserwowanie podejść prowadzących do rejonu postoju ubezpieczanych wojsk i uprzedzanie ich o przeciwniku. W zależności od sytuacji, charakteru terenu i warunków widoczności, czujkę (w nocy podsłuch) wystawia się przed pododdziałem lub na jego skrzydle w odległości do 400 metrów. Może też działać w lukach między sąsiednimi czatami i placówkami. Zmianę czujki (podsłuchu) przeprowadza się co 2–4 godziny. Czujka pełni służbę skrycie, nikogo nie zatrzymując. O pojawieniu się działających pojedynczo żołnierzy oraz niewielkich grup przeciwnika melduje przełożonemu. W przypadku zaatakowania stanowiska, czujka otwiera ogień i pod osłoną ognia sił ubezpieczanych i dymów wycofuje się do macierzystego pododdziału.